# Nakamura Go
Go Nakamura (sinh ngày 29 tháng 11 năm 1986) là một cầu thủ bóng đá người Nhật Bản.

## Sự nghiệp câu lạc bộ
Go Nakamura đã từng chơi cho Júbilo Iwata và Ehime FC.